# Hiroši Soedžima
Hiroši Soedžima (japonsko 副島 博志), japonski nogometaš, 26. julij 1959.
Za japonsko reprezentanco je odigral tri uradne tekme.